# Jamale Pringle
Jamale Lars Pringle es un docente, empresario y político antiguano que ejerce como líder de la Oposición en el Parlamento de Antigua y Barbuda desde 2018. Ha sido líder político del Partido Progresista Unido (UPP), principal partido de la oposición del país, desde 2023. Es miembro de la Cámara de Representantes en representación de la circunscripción de All Saints East & St. Luke, distrito en el que fue elegido por primera vez en 2018 y reelegido en 2023.

## Biografía
Nacido en All Saints, Pringle cursó sus estudios secundarios en la All Saints Secondary School y los terciarios en el Departamento de Formación Docente del Antigua State College. Pringle ejerció la docencia por muchos años en numerosas escuelas secundarias en Antigua. Abandonó la docencia para dedicarse a la actividad privada y se convirtió en socio comercial de una empresa de gestión de eventos.
Militante del Partido Progresista Unido, Pringle se presentó como candidato en el escaño de All Saints East & St. Luke, su circunscripción natal y un bastión de dicho partido, en las elecciones generales de 2018, tras la expulsión de Joanne Massiah (parlamentaria en ejercicio) durante una disputa con el líder del UPP Harold Lovell. Las elecciones fueron una rotunda derrota nacional para el UPP, que recibió solo el 37,09% de los votos y obtuvo el peor resultado de su historia ante el Partido Laborista de Antigua y Barbuda. En ese contexto, Pringle se impuso por un escaso margen de solo 10 votos ante Osbert Frederick (del ABLP) y fue el único candidato del UPP que resultó electo, mientras que el ABLP ganó los otros quince escaños de Antigua y el Movimiento Popular de Barbuda, aliado del UPP, ganó el escaño único de Barbuda. La ajustada diferencia y el total de votos anulados (12) superior a la diferencia de Pringle llevó a Frederick a exigir un recuento, que de todas formas confirmó el triunfo del UPP. Dado que Lovell (el líder del partido) no había podido resultar electo al Parlamento y en ausencia de otro parlamentario del UPP, Pringle fue juramentado como líder de la Oposición el 25 de marzo, sucediendo al ex primer ministro Baldwin Spencer. Walker declinó cualquier intención de disputarle el cargo.
Desde su cargo parlamentario, Pringle encabezó la Oposición al gobierno laborista de Gaston Browne con una agenda centrada en la juventud y el desarrollo empresarial. Su condición de único miembro opositor en Antigua, situación que no se daba desde la fundación del UPP, llevó a que fuera apodado «Single Pringle». Pringle ascendió en las filas del UPP y fue nombrado líder político adjunto del partido y sucesor directo de Lovell en la siguiente Convención Bienial. De cara a las elecciones de 2023, Pringle fue nominado nuevamente como candidato a la reelección y obtuvo un aplastante triunfo con el 62,08% de los votos, el mejor desempeño para el partido en la jornada. Aunque el UPP se recuperó notoriamente, logrando un 45,22% de los votos y 6 escaños, volvió a perder las elecciones y Lovell fracasó por tercera vez en retornar al Parlamento, lo que motivó su renuncia como líder del partido. Como consecuencia, Pringle fue reelegido como líder de la Oposición en el Parlamento y asumió, al mismo tiempo, el liderazgo formal del UPP.